# تيودور قربان
تيودور قربان (بالرومانية: Teodor Corban)‏ هو ممثل روماني، ولد في 28 أبريل 1957 بياش في رومانيا.

## أعمال

### أفلام
- (2007) 4 أشهر، 3 أسابيع ويومان
- (2013) وضعية الطفل

## وصلات خارجية
- تيودور قربان على موقع IMDb (الإنجليزية)
- تيودور قربان على موقع قاعدة بيانات الأفلام العربية
- تيودور قربان على موقع ألو سيني (الفرنسية)
- تيودور قربان على موقع أول موفي (الإنجليزية)
- تيودور قربان على موقع قاعدة بيانات الأفلام السويدية (السويدية)
- تيودور قربان على موقع قاعدة بيانات الفيلم (الإنجليزية)
- تيودور قربان على موقع كينوبويسك (الروسية)